# Cistérniga (kommunhuvudort)
Cistérniga är en kommunhuvudort i Spanien.   Den ligger i provinsen Provincia de Valladolid och regionen Kastilien och Leon, i den centrala delen av landet, 160 km nordväst om huvudstaden Madrid. Cistérniga ligger 743 meter över havet och antalet invånare är 5 983.
Terrängen runt Cistérniga är huvudsakligen platt, men österut är den kuperad. Runt Cistérniga är det ganska tätbefolkat, med 93 invånare per kvadratkilometer. Närmaste större samhälle är Valladolid, 5,6 km nordväst om Cistérniga. Trakten runt Cistérniga består till största delen av jordbruksmark.